# Actinopteris
Els actinopteris són un clade de peixos actinopterigis que inclou tots els actinopterigis excepte els Cladistia. Els actinopteris es subdivideixen en condrostis (Chondrostei) amb els acipenseriformes, i neopterigis (Neopterygii), que inclouen els teleostis (Teleostei) i, per tant, la gran majoria peixos actuals.

## Característiques
Els actinopteris tenen un únic pulmó o una bufeta natatòria connectat dorsalment amb l'intestí anterior. Originalment tots els osteïctis tenien uns sacs d'aire que tenien una funció pulmonar. En els condrostis i els osteïctis genuïns, aquests sacs s'han convertit en una bufeta natatòria plena de gasos. Amb el pas del temps, la connexió entre la bufeta natatòria i l'intestí en osteïctis genuïns ha anat desapareixent.
En altres tàxons d'osteïctis, com els Cladistia i els sarcopterigis (Sarcopterygii), així com en alguns tetràpodes (Tetrapoda), hi ha un parell de pulmons ventrals que estan connectats amb el tracte digestiu.

## Cladograma
|             | Cladistia                                                   |
|             |                                                             |
| Actinopteri | \| \| Chondrostei \| \| \| \| \| \| Neopterygii \| \| \| \| |
|             | \| \| Chondrostei \| \| \| \| \| \| Neopterygii \| \| \| \| |
|             | Chondrostei                                                 |
|             |                                                             |
|             | Neopterygii                                                 |
|             |                                                             |

|  | Chondrostei |
|  |             |
|  | Neopterygii |
|  |             |

|             | Cladistia                                                   |
|             |                                                             |
| Actinopteri | \| \| Chondrostei \| \| \| \| \| \| Neopterygii \| \| \| \| |
|             | \| \| Chondrostei \| \| \| \| \| \| Neopterygii \| \| \| \| |
|             | Chondrostei                                                 |
|             |                                                             |
|             | Neopterygii                                                 |
|             |                                                             |

|  | Chondrostei |
|  |             |
|  | Neopterygii |
|  |             |